# Brzegówka mała
Brzegówka mała (Riparia paludicola) – gatunek małego ptaka z rodziny jaskółkowatych (Hirundinidae), występujący w środkowej, południowej i północno-zachodniej Afryce.

## Systematyka
Obecnie wyróżnia się 6 podgatunków R. paludicola:
- Riparia paludicola mauritanica – zachodnie Maroko.
- Riparia paludicola minor – Senegal i Gambia do północnej Etiopii.
- Riparia paludicola schoensis – środkowa Etiopia.
- Riparia paludicola newtoni – północno-wschodnia Nigeria i zachodni Kamerun.
- Riparia paludicola ducis – wschodnia Demokratyczna Republika Konga, Uganda, Kenia i północna oraz środkowa Tanzania.
- Riparia paludicola paludicola – Angola do południowej Tanzanii i na południe do RPA.

Dawniej za podgatunki brzegówki małej uznawane były także: brzegówka madagaskarska (Riparia cowani) z Madagaskaru oraz brzegówka szarogardła (R. chinensis) zamieszkująca południową i południowo-wschodnią Azję.

## Morfologia
Opis gatunku
Najmniejsza jaskółka w miejscu swojego występowania. Ubarwienie brązowobrunatne z ciemną głową i gardłem. Spód ciała szarobiały. Od brzegówki różni się brakiem wyraźnej ciemnej przepaski na piersi, jest też nieco jaśniejsza z wierzchu i ma słabiej wcięty ogon. Młode z jaśniejszymi brzegami piór na wierzchu.
Średnie wymiary
Długość ciała: 11–12 cm

Rozpiętość skrzydeł: 26–27 cm

Masa ciała: 8–17 g

## Ekologia i zachowanie
Biotop

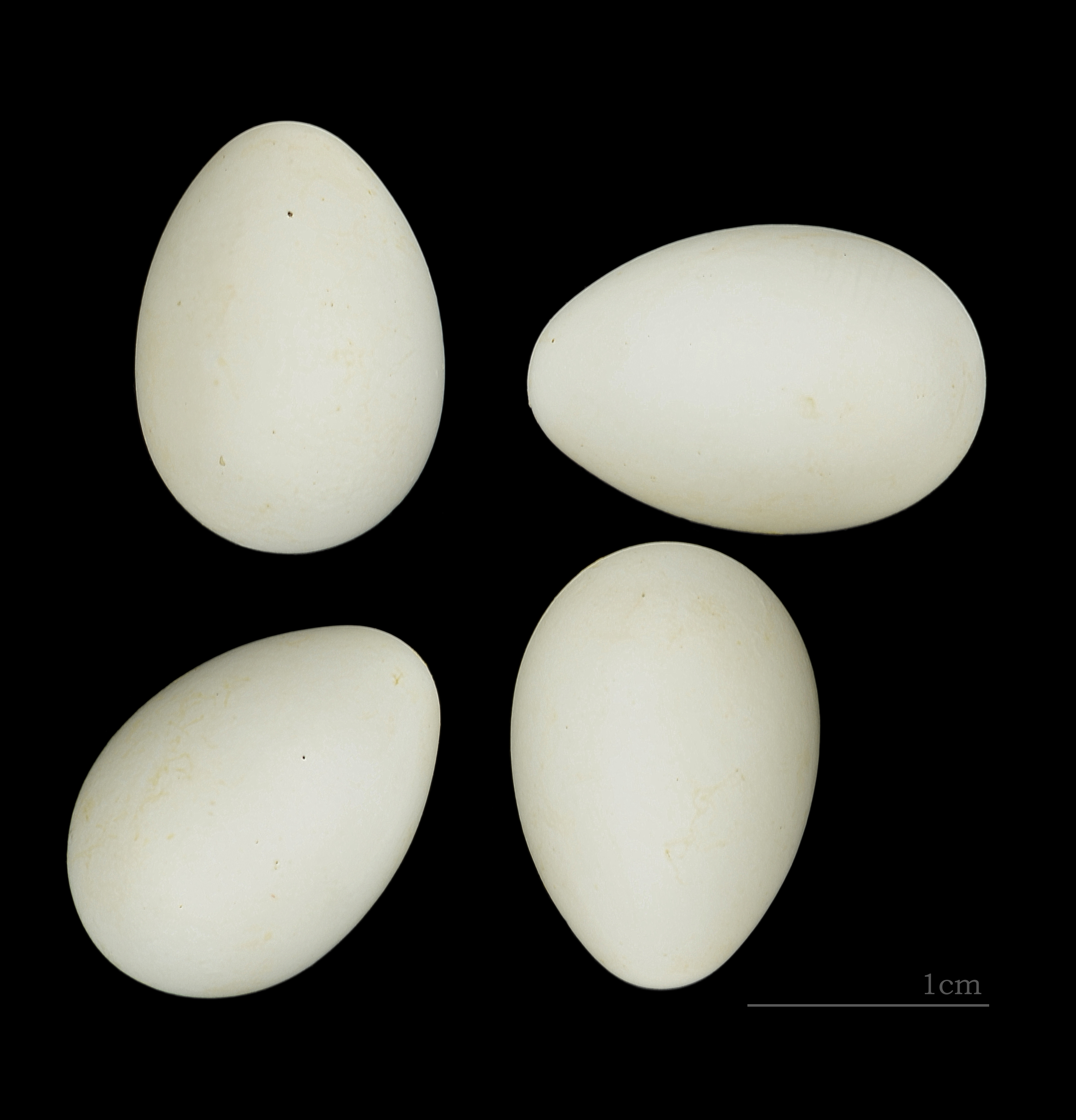
Jaja z kolekcji muzealnej

Piaszczyste, gliniaste, wysokie brzegi rzek.
Pożywienie
Niewielkie owady, które łowi w locie.
Rozmnażanie
Rozmnaża się w dużych koloniach. Samica składa 2–4 jaja w norze wykopanej w stromym brzegu, a następnie wspólnie z samcem wysiaduje je ok. 17 dni.

## Status
Międzynarodowa Unia Ochrony Przyrody (IUCN) klasyfikuje brzegówkę małą jako gatunek najmniejszej troski (LC – Least Concern). Liczebność populacji nie została oszacowana; ptak ten jest pospolity na niektórych obszarach, np. w Maroku i Afryce Południowej, bardzo liczny w Afryce Wschodniej; trend liczebności uznawany jest za spadkowy.